# ジェルム川
ジェルム川（サンスクリット: वितस्ता、ウルドゥー語: جہلم、英語: Jhelum River、古代ギリシア語: Hydaspes）は、インド北西部とパキスタン東部を流れる河川である。この川はパンジャーブを流れる5つの河川のなかで最西端にあり、ジェーラム県を流れている。また、この川はシェナブ川の支流で、流域面積は3万3700km2、725kmの長さを有する。日本語だとジェールム川やジェーラム川とも訳される。古代にはヒュダスペス川とも呼ばれていた。（後述）

## 語源

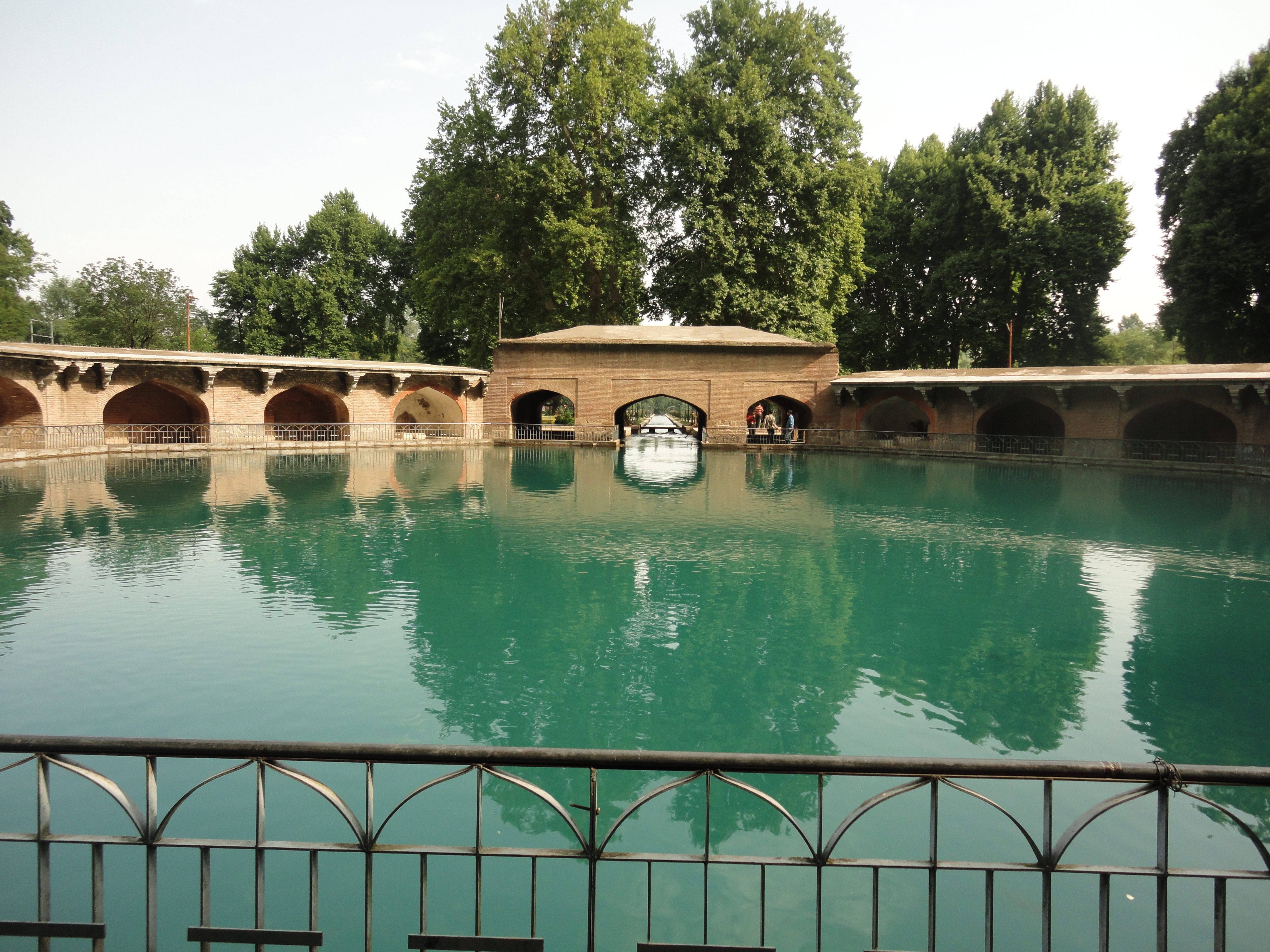
ジェルム川の主な水源であるベリナグ湖

アンジュム・スルタン・シャウバズは、自分の著書である「Tareekh-e-Jhelum」で川の語源についていくつかの話を記録した。その本には、「多くの作家がジェルム川の語源について異なる意見を持っている。一説では古代の『 Jhelumabad 』が『 Jhelum 』として知られていたのが語源であるとされている。Jhelumは『Jal（新鮮な水）』と『Ham（雪）』が由来である。従って、この名前は雪で覆われたヒマラヤ山脈を水源とし、都市の外に流れる川の水を意味する。」と記されている。しかし、数人の作家はダラ・エ・アザムが多くの戦いの後に川岸のある場所にたどり着き、そこに旗を立て「旗の場所」を意味する「ジャ・エ・アラム」と呼び、それが「ジェルム」へと変化したという説を信じている。
この川のサンスクリット語での名前はヴィタスタ（Vitasta）である。この語源はニラマタ・プナラで説明されているとおり、川に関する神話の事件が由来である。この事件は、女神であるパールヴァティーが賢者であるカシュヤパからカシミールに住み着いたピシャーチャの悪い習慣や不純物を浄化することを求められた。その後、パールヴァティーは黄泉で川の形をとり、賢者・シヴァがニラ（べリナグ）の家の近くで自前の槍を用いてストロークを行った。シヴァは槍で一つのヴィタスチの深さを計測するための側溝を掘っていたが、そこから川が出てきたので、シヴァはパールヴァティーを「ヴィタスタ」と名づけたというものである。

## 歴史

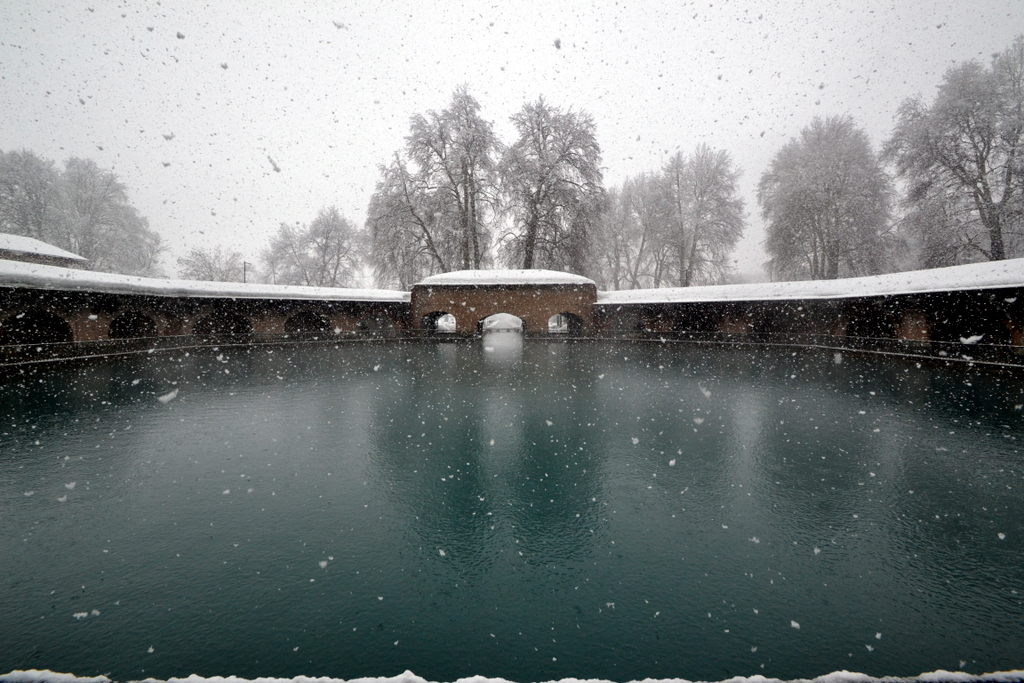
冬のべリナグ湖

ジェルム川はリグ・ヴェーダではヴィタスタ（Vitasta）、古代ギリシアではヒュダスペス（Hydaspes）と呼ばれていた。
Vitasta はリグ・ヴェーダという聖典で主要な河川のひとつとして言及されており、聖典内で何度も言及された7つの川（sapta-sindhu）だと推測されている。この名前はカシミール語のこの川を意味する「Vyeth 」として生き残っている。主な宗教作品であるバガバタ・プラナによると、ヴィタスタは古代インドのバラタ地方を流れる、多くの超越的河川のうちの一つである。
ジェルム川はほとんどの山や川と同様に、古代ギリシアでは神とみなされていた。ディオニュソス譚（第26巻、350行目）の中で詩人のノンノスは、ヒュダスペスは降臨した神・ティーターンと、海の神・タウマースと雲の神・エーレクトラーの息子である神が作ったと記している。この息子は虹の女神で、風を操るハルピュイアの半分の姉妹であるイーリスの弟である。ジェルム川は古代ギリシアにとって外国の河川にあたるため、神を指定した後に川の名前をつけたか、川の名前をつけた後に神を指定したかは定かではない。
アレクサンドロス3世率いる軍隊は、紀元前326年にインドの王であったポロスを破ったヒュダスペス河畔の戦いにてジェルム川を横断した。「アリアン」によれば、アレクサンドロス3世は、ジャパルパー・シャリフに埋葬された愛馬・ブケパロスを称えるために「ブケパロス」と名づけた都市を、「ヒュダスペス川を越えた場所」に設立した。ブケパロスは現代のジェーラムに近い場所にあったと考えられている。グジュラット地区の歴史家であるマンスール・ベザット・バットによれば、ブケパロスはジャパルパー・シャリフに埋葬されたが、ジェルムの近くの町であるマンディー・バハーウッディーンの住人はテシル・プファリアはアレクサンドロス3世の死んだ馬であるブケパロスから付けられたと信じており、プファリアはブケパロスから訛った言葉であると言っている。
ジェルム川の水はインダス川水条約の条項に基づきパキスタンに配分されている。インドは、インダス水条約によってパキスタンに対する川の水の使用権を先に獲得するために、水力発電計画に力を入れている。一方、パキスタンも水力発電に力を入れており、アザド・カシミールに中国の三峽南亜公司（長江三峡集団傘下）主体でカロット水力発電所の建設を行っている。
2014年には、豪雨によりジェルム川の堤防が決壊し、ジャンムー・カシミール州で死者300名以上の被害が出た。

## 流路
ジェルム川はカシミール渓谷南東部に位置するピア・パンジャール山脈の付け根にあるベリナグ湖から流れており、カシミールのハナバルで支流であるリッデル川と、シャディポラでシンド川と合流する。その後、深い渓谷を抜けてパキスタンに入る前にスリナガルとウラル湖を流れる。ジェルム川水系最大の支流であるニーラム川は、その次に大きいカガン盆地を流れるクンハル川と同様にムザファラバードで合流する。パキスタンに入り、バコテ・サークルの東にあるコハラ橋で、パキスタン全土とアザド・カシミールにつながっている。その後、プンチ川に入り、ミルプル地区のマングラ・ダムの貯水池に流入する。ジェルム川はパンジャーブ州のジェルム地区に入り、チャジュとインドゥス・サガルの境界線近くのパンジャーブ平原を流れる。最終的にジャング地区のトリム堰でシェナブ川と合流する。シェナブ川はサトレジ川と合流し、ミタンコットでインダス川と合流するパンジナド川を形成する。
スリナガルの分流一帯のガマ属、ヨシ属、ハリイ属、ヒシ属、アサザ属などの生えるヨシ原と水域およびウラル湖付近の本流および分流の一部にはユーラシアカワウソ、コイ、ホシハジロ、ダイサギ、カンムリカイツブリ、アジアコビトウ、ツクシガモ、キンクロハジロ、メジロガモなどが生息しており、ラムサール条約に登録されている。

## ダムとバラッグ
インダス盆地計画の結果、以下のものを含む水量調整施設が建てられた。
- マングラダム - 1962年に工事を開始し[2]、1967年完成。7.3km3の貯水能力を持つ世界最大の埋め立てダムの一つである。
- ラスルバレッジ - 1967年建造。最大流量は24,000m3/sである。
- トリムバレッジ - 1939年建造。マリ・シャウ・サキラから約90km離れたシェナブ川との合流地点にあり、18,000m3/sの最大排出能力を備えている。
- ハランパー（ビクトリア橋）- 1933年建造。チャック･ニザム村近くのマラクアルから約5kmの所にあり、片側に自動車、オートバイ、自転車、歩行者用の道路がある。

## 運河
- マングラダムからシェナブ川までジェルム運河が流れている。
- ラスルバレッジからジェルム運河までラスル・カディラバド連絡運河が流れている。
- インダス川のキャシュマバレッジからラスルバレッジの下流のジェルム川までキャシュマ・ジェルム連絡運河が流れている。マリ・シャウ・サキラから40kmの場所にある。